# Rho Coronae Borealis
ρ Coronae Borealis (Rho Coronae Borealis, ρ CrB) ist ein rund 56 Lichtjahre entfernter G-Hauptreihenstern im Sternbild Corona Borealis. Er besitzt eine scheinbare Helligkeit von 5,4 mag. Im Jahre 1997 entdeckte Robert W. Noyes einen extrasolaren Planeten, der diesen Stern umkreist: Rho Coronae Borealis b.